# Église presbytérienne en Amérique
 (décembre 2018).
Si vous disposez d'ouvrages ou d'articles de référence ou si vous connaissez des sites web de qualité traitant du thème abordé ici, merci de compléter l'article en donnant les références utiles à sa vérifiabilité et en les liant à la section « Notes et références ».
 (janvier 2020).
L'Église Presbytérienne en Amérique (en anglais : Presbyterian Church in America, PCA) est la deuxième plus grande église presbytérienne aux États-unis et la plus grande dénomination  conservatrice réformée. La PCA est de théologie réformée, avec un gouvernement de type presbytérien et est active dans les missions. 

## Histoire

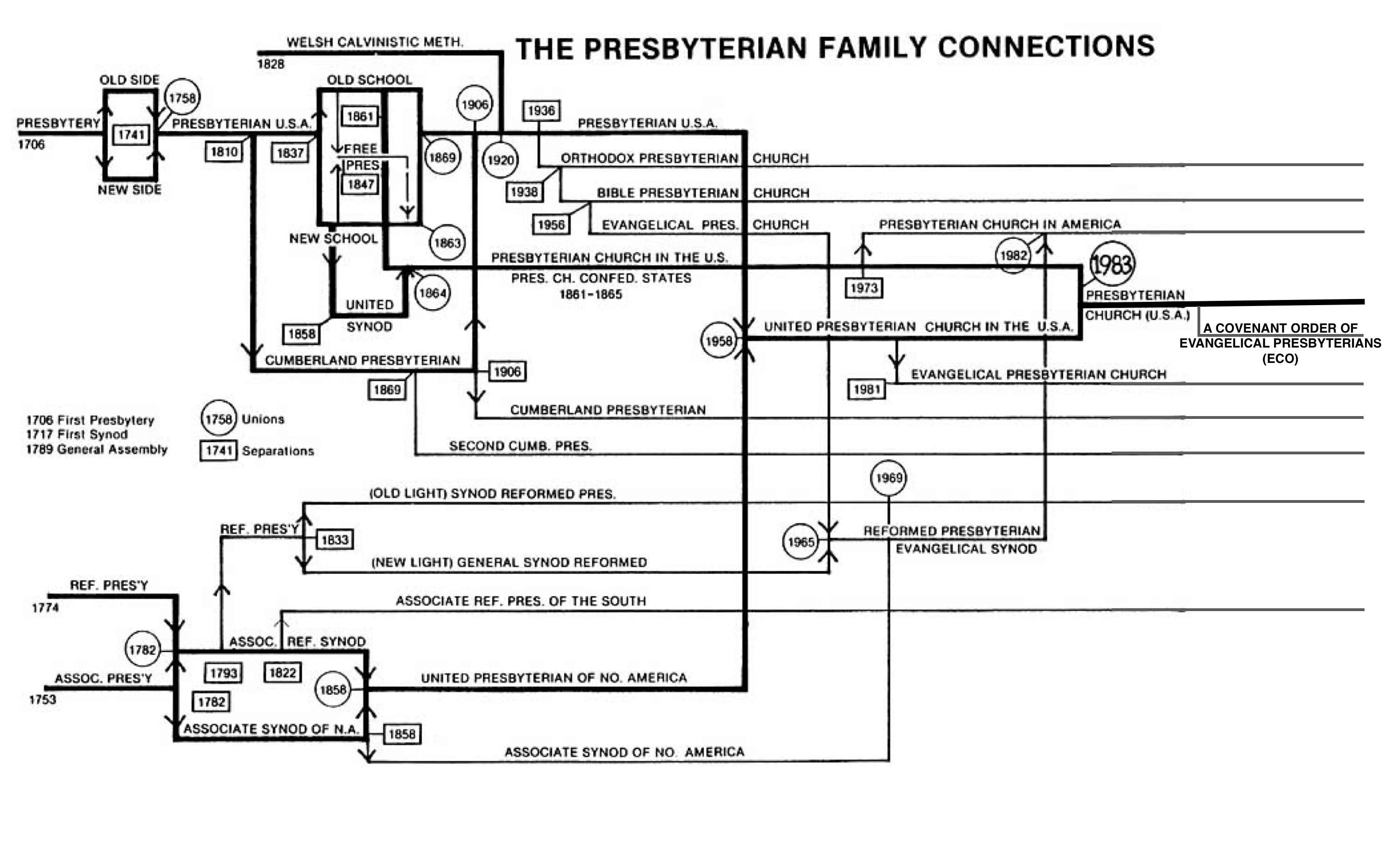
L'arbre de la famille des dénominations presbytériennes aux États-unis

La PCA a son origine dans les controverses théologiques sur le libéralisme dans le Christianisme et la néo-orthodoxie, qui avait été un point d'achoppement dans l'Église Presbytérienne aux États-unis (PC-US : anciennement l'Église Presbytérienne des États Confédérés d'Amérique).
Cependant, à partir de 1942, le libéralisme a commencé à devenir influent dans le PC-US. De nombreux conservateurs ont estimé que les consistoires avaient été violés par la réception de pasteurs modernistes qui refusaient d'affirmer la naissance virginale de Jésus et sa résurrection corporelle. Ils réclamaient que tous les pasteurs affirment l'inerrance de l'écriture. 
L’église a été officiellement fondée en 1973 avec des églises membres de l'Église presbytérienne aux États-Unis d'Amérique .